# Jan Graubner
Jan Graubner, né le 29 août 1948 à Brno en Tchéquie, est un prélat catholique tchèque, archevêque de Prague depuis 2022, et président de la Conférence épiscopale tchèque.

## Biographie
En 2024, des victimes d’abus sexuels au sein de l’Église catholique de Tchéquie ont lancé une pétition demandant la démission de Jan Graubner. Selon les pétitionnaires les mesures appropriées à l'encontre de prêtres qui abusaient d’enfants, et plus particulièrement du prêtre František Merta (en), n'ont pas été retenues.

## Distinctions
- Chevalier de l'ordre de Tomáš Garrigue Masaryk (République tchèque, 2008)
- Grand prieur de l'Ordre équestre du Saint-Sépulcre de Jérusalem en R0publique tchèque (depuis 2015)